# Zgornje Bitnje
Zgornje Bitnje este o localitate din comuna Kranj, Slovenia, cu o populație de 1.228 de locuitori.